# Victor Hensen

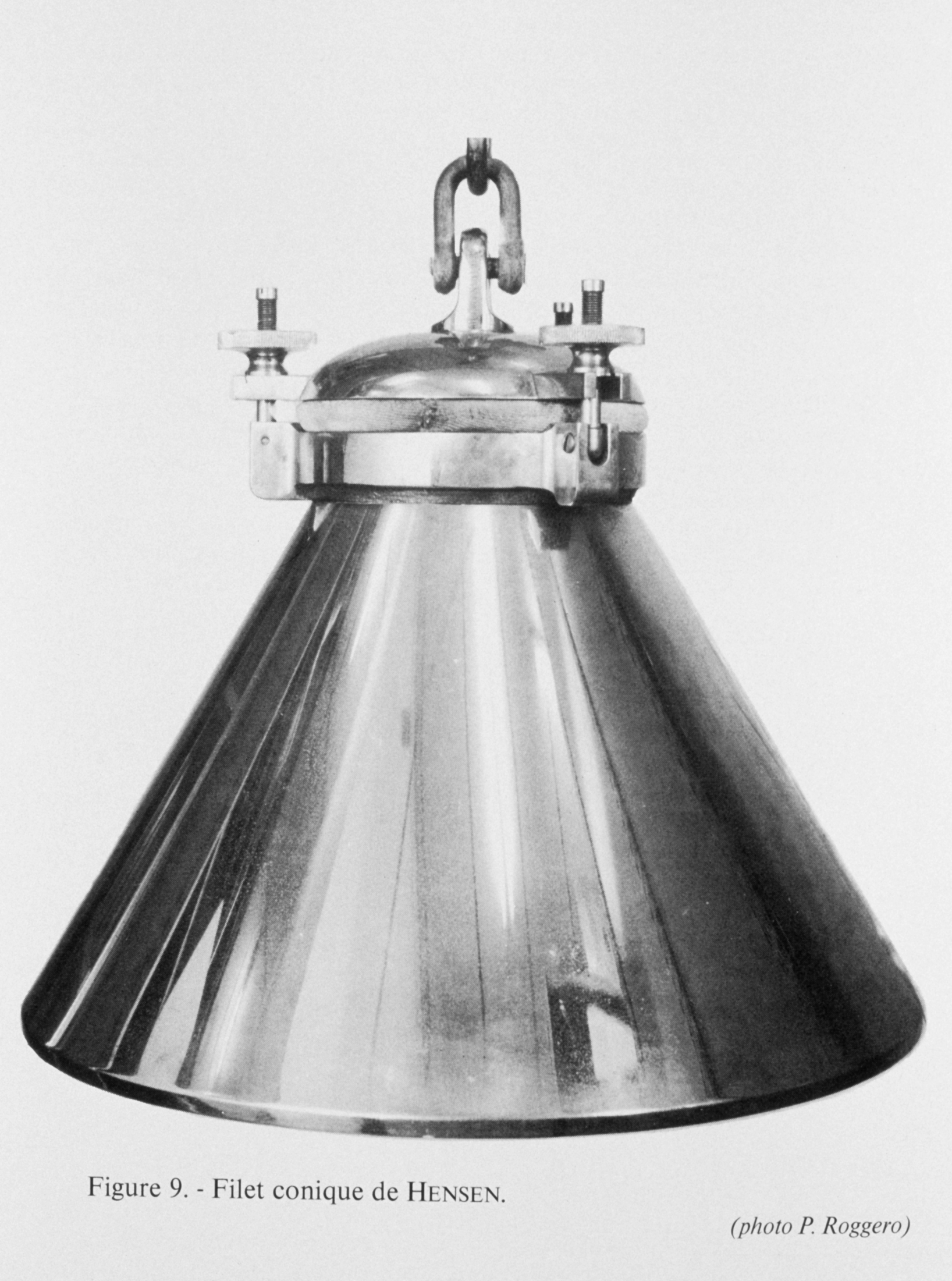
Planktonszűrője, 1889

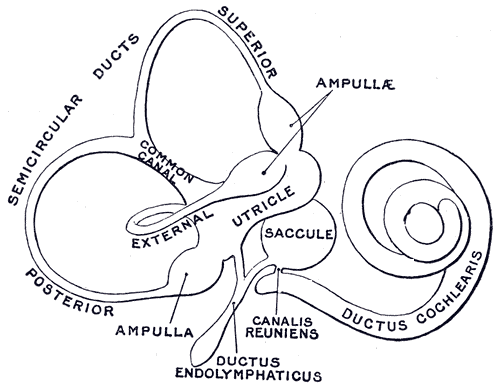
Ductus reuniens

Christian Andreas Victor Hensen (Schleswig, 1835. február 10. – Kiel, 1924. április 5.) német botanikus, fiziológus, zoológus, fitológus, tengerbiológus és planktonológus, egyetemi tanár, a plankton kifejezés megalkotója. Ő tette le a biológiai oceanográfia alapjait. A fiziológiai és orvostudományi Nobel-díj háromszoros jelöltje. Botanikai szakmunkákban nevének rövidítése: „Hensen”.

## Élete
Az észak-németországi Schleswigben született. Apja a helyi siketnéma-nevelő intézet igazgatója, anyai nagyapja híres orvos volt. Orvostudományi tanulmányait a Würzburgi Egyetemen (Julius-Miksa Egyetem), a berlini Charitén (Albert Kölliker, Johannes Peter Müller, Rudolf Virchow keze alatt) és Kielben folytatta. Utóbbiban 1859-ben doktori fokozatot szerzett az epilepszia és a kiválasztó szervrendszer témából.
1859-től a Kieli Keresztély Albert Egyetemen demonstrátorként, 1864-től 1911-ig az élettan professzoraként oktatott (az 1877/78, 1887/88 és 1888/89-as tanévekben az egyetem rektoraként is). A kémiai tisztaságú glikogén állati szövetből történő előállítására szolgáló módszer feltalálójaként is ismert. 1871-től a Pomeránia nevű kutatóhajón öt tengerbiológiai expedíciót vezetett a Balti-tengerre és az Északi-tengerre, valamint az Atlanti-óceánra (például 1889-ben Karl Brandt műszaki segítségével planktonexpedíciót az Alexander von Humboldt Alapítvány keretében).
Későbbi látványos tevékenységi köre tengerbiológia lett. Számos kutatási expedíciót vezetett az Atlanti-óceánon, többek között 1889-ben a Humboldt Alapítvány plankton expedícióját. Kvantitatív statisztikai módszerekkel gazdagította a plankton- és a halászati kutatásokat. A halászati kutatások során kifejlesztett egy, a halak otolitját felismerve, életképességükre következtetve kvantitatív módszereket dolgozott ki a halállományok jellemzésére. A halak otolithálózatában más mikroorganizmusokat is talált, amelyekre 1887-ben megalkotta a plankton kifejezést. Speciálisan kifejlesztett, finom selyemhálókkal kiszűrte a planktont egy 200 méter magas, 0,1 négyzetméteres vízoszlopból. Az óceán számos pontján vett mintákkal képes volt megbecsülni a plankton teljes mennyiségét egy legfeljebb 200 méteres vízrétegben. Ezért tekinthető „a mennyiségi planktonológia atyjának”. Új megközelítése és következtetései szakmai körökben vitákat generáltak. Kiemelkedően kritikus ellenlábasa Ernst Haeckel volt.
„Mellesleg” a kieli egyetem kertjében foglalkozott a földigiliszták élettanával is. 1871-ben Rostockban előadást tartott a Német Természettudósok és Orvosok Társasága ülésén „A földigiliszták és a talajregenerálás kapcsolata” témájában. Ebben, azt jelentette többek között, hogy a földigiliszták átjárják a talajt akár több mint egy méter mélységben, az így keletkezett csövecskék összeköttetéseket alkothatnak a növényi gyökerek számára. A földigiliszták hasznosságáról szóló kiadványaival nagy elismerést szerzett a gazdálkodók körében; és Charles Darwin utolsó kiadványában, amely et a földigiliszták hatása a növényi humusz kialakulására témában írt, többször is hivatkozik Hensen megállapításara. Hensen motiválta a mezőgazdász Ewald Wollnyt, aki kezdetben a földigilisztákat kártevőknek tartotta és Hensen nézeteit akarta megcáfolni, alapvető kísérleteket végzett a „földigiliszta kérdésben”, amelyek megerősítették, hogy a földigiliszták jelentős teljesítményjavulást hoztak a különböző növénykultúrákban.
Foglalkozott még az érzékszervek anatómiájával, fiziológiájával és az embriológiával is. A hallás élettani vizsgálata során felfedezte a belsőfül struktúrájában a róla elnevezett Hensen-csatornát (Hensen-sejtek, Hensen-csík). Párhuzamot talált a tengeri állatok és a madarak tájékozódását szolgáló „Hensen-csomópont és Hensen-vonal” működésében is.

## Publikációi
- Zur Morphologie der Schnecke des Menschen und der Säugethiere, 1863
- Über die Befischung der deutschen Küsten, Wiegandt, Hempel und Parey, Berlin, 1874
- Die Plankton-Expedition und Haeckels Darwinismus. Über einige Aufgaben und Ziele der beschreibenden Naturwissenschaften, Lipsius und Tischer, Kiel, 1891
- Ergebnisse der plankton-Expedition der Humboldt-Stiftung, 5. kötet (52 észrevétel) Lipsius & Tischer, Kiel és Lipcse, 1992-1912
- Nordisches Plankton (8. kötet) Lipsius und Tischer, Kiel és Lipcse 1901-1942. Ed. Karl Brandt) – Az északi plankton

## Társadalmi tevékenysége
- 1867-től a Porosz Királyság képviselőházának tagjaként lobbizva, az óceánok tanulmányozásának előmozdítása érdekében, kezdeményezésére 1870-ben megalakult az Óceánok Kutatásának Porosz Királyi Szakbizottsága, amelynek haláláig elnöke volt.[1]

## Elismerései
- A Leopoldina Német Természettudományos Akadémia tagja, 1873
- A Göttingeni Tudományos Akadémia tagja
- A Porosz Királyi Tudományakadémia tagja
- A fiziológiai és orvostudományi Nobel-díj jelöltje: 1906, 1910 és 1912 években

## Emlékezete

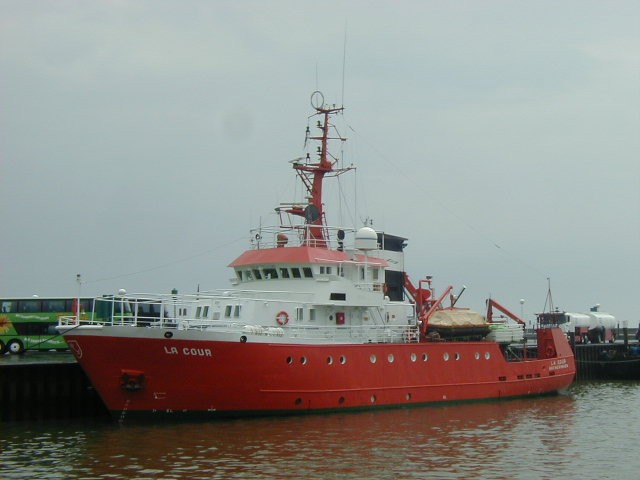
A Victor Hensen nevét viselő kutatóhajó az ezredfordulón

- Az RV VICTOR HENSEN kutatóhajó 1975 óta az ő nevét viseli.
- A botanika a növények leírásában és tudományos besorolásában használatos határozó, a „Victor Hensen” Nemzetközi Növénynevek Indexe (IPNI) a Királyi Botanikus Kertek, a Harvard Egyetem és az Australian Plant Name Index (APNI) megjelölésére röviden a Hensen nevet használja.

## Fordítás
- Ez a szócikk részben vagy egészben  a   Victor Hensen című olasz Wikipédia-szócikk ezen változatának fordításán alapul.  Az eredeti cikk szerkesztőit annak laptörténete sorolja fel. Ez a jelzés csupán a megfogalmazás eredetét és a szerzői jogokat jelzi, nem szolgál a cikkben szereplő információk forrásmegjelöléseként.
- Ez a szócikk részben vagy egészben  a   Victor Hensen című spanyol Wikipédia-szócikk ezen változatának fordításán alapul.  Az eredeti cikk szerkesztőit annak laptörténete sorolja fel. Ez a jelzés csupán a megfogalmazás eredetét és a szerzői jogokat jelzi, nem szolgál a cikkben szereplő információk forrásmegjelöléseként.
- Ez a szócikk részben vagy egészben  a   Victor Hensen című német Wikipédia-szócikk ezen változatának fordításán alapul.  Az eredeti cikk szerkesztőit annak laptörténete sorolja fel. Ez a jelzés csupán a megfogalmazás eredetét és a szerzői jogokat jelzi, nem szolgál a cikkben szereplő információk forrásmegjelöléseként.